# Kluane/Wrangell-St Elias/Baía Glacier/Tatshenshini-Alsek
Kluane/Wrangell-St Elias/Baía Glacier/Tatshenshini-Alsek é um sistema de parques localizado no Canadá e nos Estados Unidos, na fronteira do Yukon, Alasca e Colúmbia Britânica.
Foi declarado Património Mundial da UNESCO em 1979 pelos espetaculares glaciares, alguns dos quais da baía dos Glaciares, e paisagens de gelo, assim como por ser o habitat de ursos-cinzentos, renas e carneiros-de-dall. A área total do sítio é de cerca de 50000 km².